# Piper disjunctum
Piper disjunctum är en pepparväxtart som beskrevs av C. Dc.. Piper disjunctum ingår i släktet Piper och familjen pepparväxter. Inga underarter finns listade i Catalogue of Life.